# Ponte Românica de Vilar de Mouros
A Ponte de Vilar de Mouros é uma ponte localizada na freguesia de Vilar de Mouros, no município de Caminha, distrito de Viana do Castelo, em Portugal.
Trata-se de ponte de construção medieval, seguindo o modelo criado pelo grande protótipo regional que foi a ponte de Ponte de Lima.
A Ponte de Vilar de Mouros está classificada como Monumento Nacional desde 1910.

## História
A ponte românica de Vilar de Mouros encontra-se no município de Caminha, Portugal. Foi construída aproximadamente entre os séc. XIV-XV. Este monumento é uma referência para alguns historiadores, sendo classificada desde 1910 como um dos protótipos de pontes góticas nacionais. Continua a ser a única travessia existente rodoviária e pedonal que une a freguesia de Vilar de Mouros, separada pelas margens do rio que por ela passa (Rio Coura). Tem uma estrutura reforçada e limitadores de largura, com o objectivo de impedir a passagem a veículos com peso superior a 4 toneladas.

## Construção
Enquadra-se num ambiente urbano, tendo algumas construções nas suas proximidades, sendo uma delas a capela de Nossa Senhora da Piedade. Esta ponte de granito, lançada sobre o rio, de tabuleiro formando um cavalete com rampas de acesso, assenta sobre três arcos quebrados, sendo o arco central o maior. O seu pavimento é calcetado com lajedo central, o que faz com que o tabuleiro desta ponte se divida em dois e crie duas faixas. Trata-se de uma arquitectura civil de equipamento, gótica. A ponte em questão segue o modelo criado para a ponte de Ponte de Lima (grande protótipo regional).  
A ponte românica de Vilar de Mouros é construída utilizando dois componentes bases e arcos.  
Nesta ponte os arcos são semicircunferências perfeitas, construídas por pedras de granito como era comum na altura. A estrutura em arco e suportada por um conjunto de forcas que se anulam através da colocação de um tabuleiro. 
As sapatas são construídas através de um prima triangular e um prisma rectangular. O prisma triangular estando a aresta superior (vista em planta) do lado contra a corrente e do outro por prisma rectangular facilitando assim a passagem da água e diminuindo a forca que esta aplica sobre a pedra. 
Nesta ponte a colocação e o tamanho da pedra, foram importantes para estabelecer equilibro especialmente porque serve para a passagem de transportes rodoviários. Nos arcos, as pedras são rectângulos curtos e longos distribuindo assim o peso do resto da ponte.   Para a colocação das pedras no sitio é necessário utilizar umas estruturas em madeira que mais tarde serão removidas pois só depois de ser colocada a ultima pedra é que a ponte vai estar em estado de equilíbrio perfeito. 